# ضغط مجرى التنفس الإيجابي
ضغط مجري التنفس الإيجابي هو وسيلة للتهوية التنفسية المستخدمة في علاج توقف التنفس أثناء النوم. كما أنه يستخدم في علاج التهاب الجهاز التنفسي السفلي والمصابين بأمراض حادة مثل فشل التنفسي، وأيضاً لمنع وعلاج المرضى الذين يواجهون صعوبة في التنفس العميق. في هؤلاء المرضى، يمكن لضغط الهواء أن يقلل الحاجة إلى التنبيب الرغامي. في بعض الأحيان فإن المرضى الذين يعانون من الأمراض العصبية والعضلية تستخدم هذا النوع من التهوية كذلك. تم تطوير جهاز «الضغط المستمر الهوائية إيجابية» من قبل الدكتور جورج غريغوري وزملائه في وحدة العناية المركزة لحديثي الولادة في جامعة كاليفورنيا، بسان فرانسيسكو.

## الاستخدامات الطبية

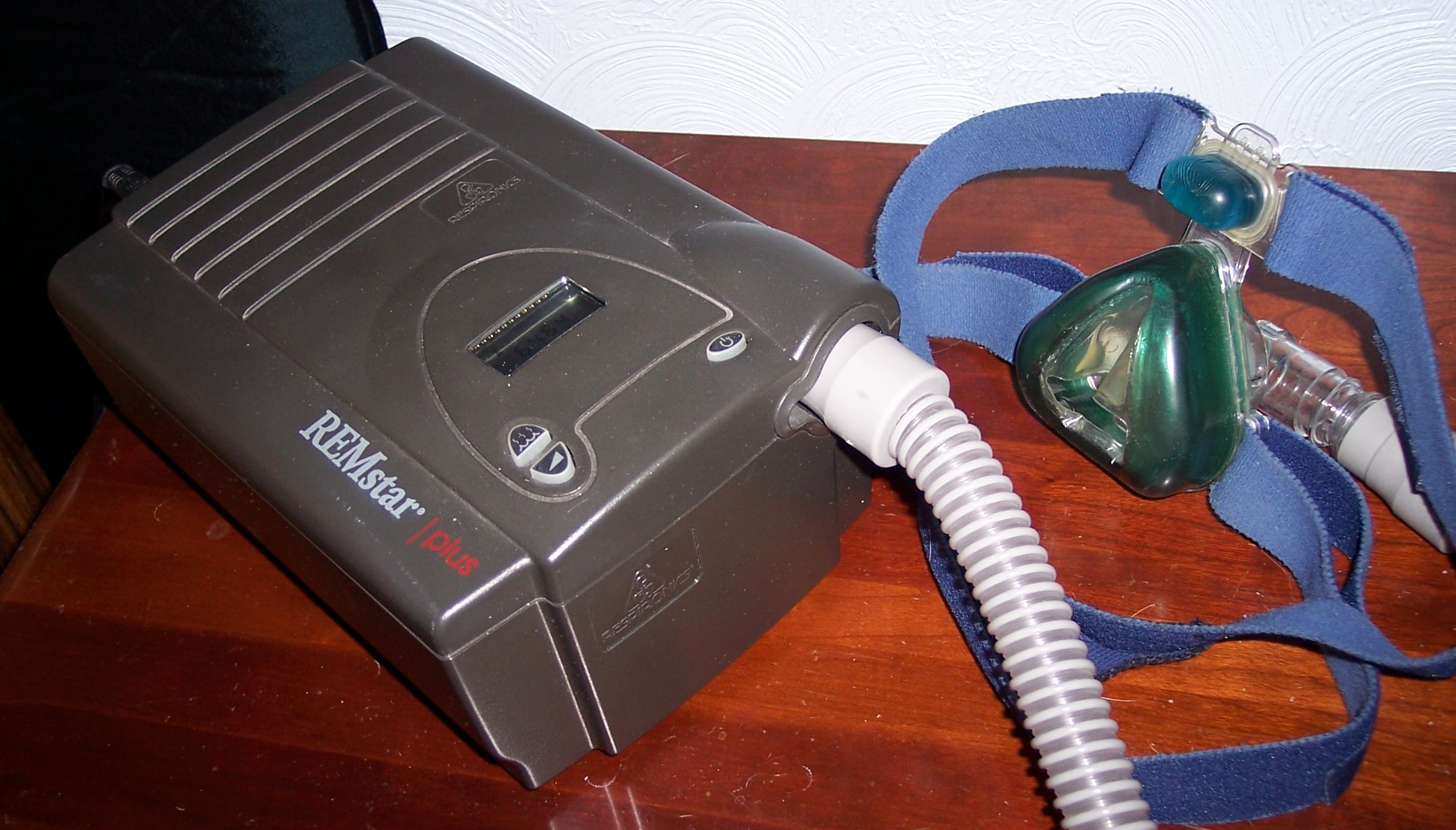

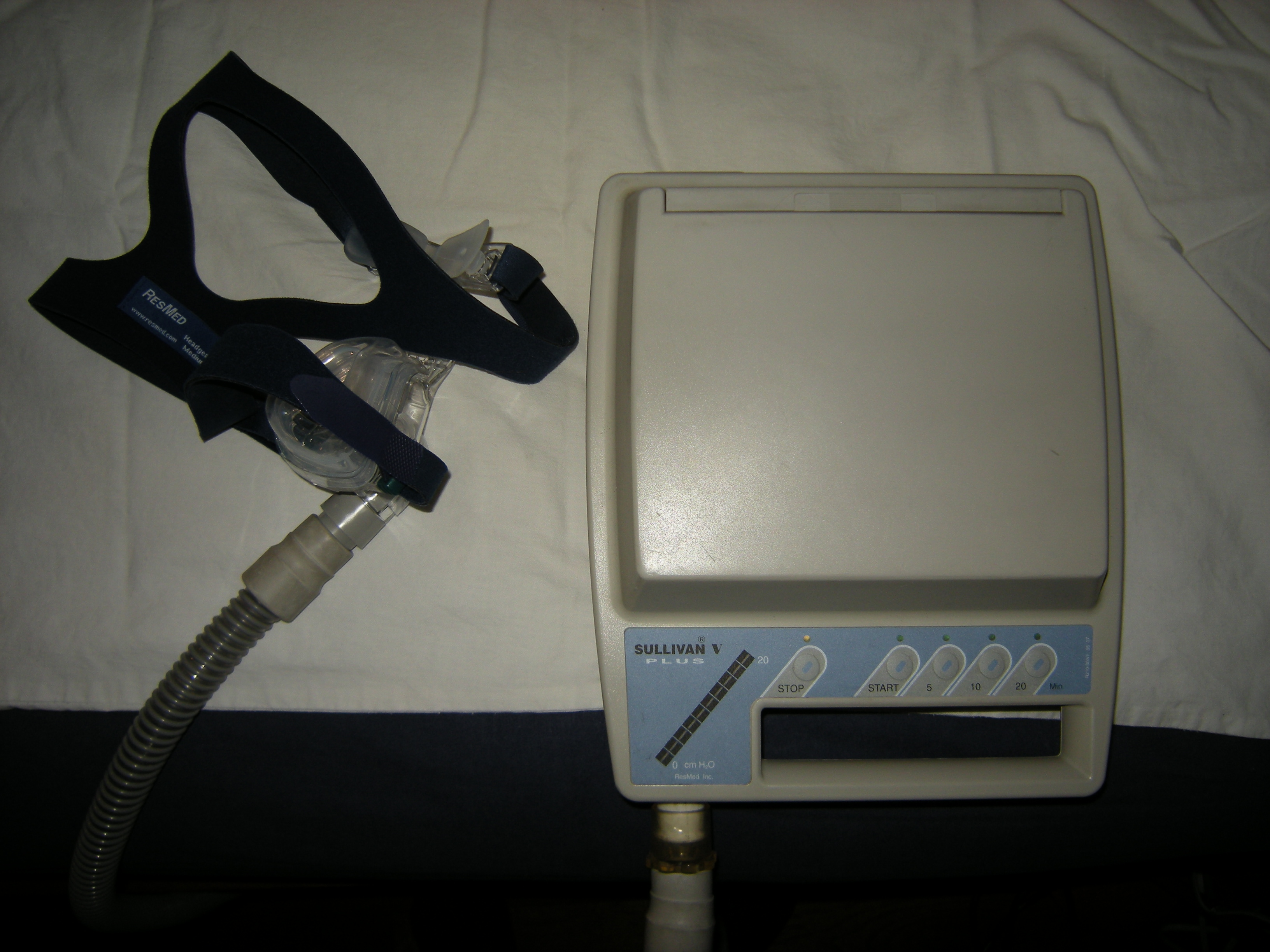

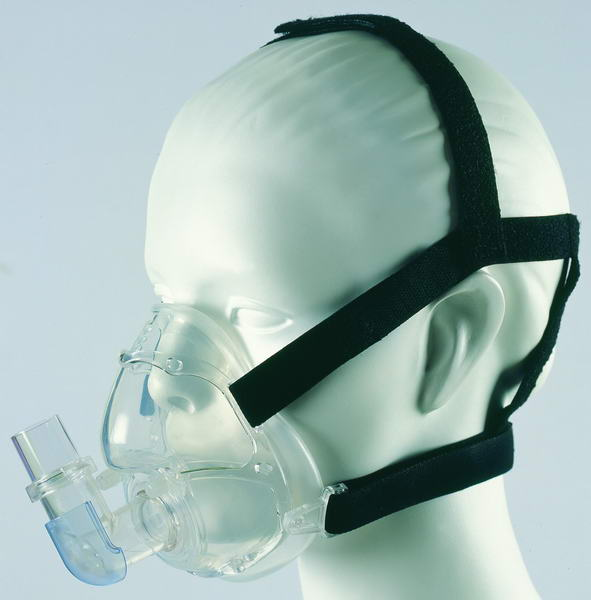

الاستخدام الرئيسي لجهاز ضغط مجرى الهواء الإيجابي هي قصور القلب الاحتقاني ومرض الانسداد الرئوي المزمن. وهناك بعض الأدلة على فائدة أولئك الذين يعانون من نقص الأكسجة نقص الأكسجة والالتهاب الرئوي المكتسب من المجتمع. اضطراب القلق or رهاب الاحتجاز

## السلبيات
غالباً ما يتردد المرضي في استخدام هذا العلاج، لأن قناع الأنف والخرطوم غير مريحين للمريض. كما أن تدفق الهواء يكون قوياً لبعض المرضى. بعض المرضى يصابون باحتقان في الأنف بينما البعض الآخر قد يواجه سيلان في الأنف. بعض المرضى يتمكنون من التكيف مع العلاج في غضون أسابيع قليلة، والبعض الآخر يبقي لفترات أطول، والبعض يوقف العلاج تماما. ومع ذلك، تظهر الدراسات أن العلاج السلوكي المعرفي في بداية العلاج يزيد بشكل كبير من الامتثال للعلاج بنسبة تصل إلى 14,8٪.

## مكونات الجهاز
- مولد التدفق الذي يوفر تدفق الهواء[11][12]
- خرطوم يربط مولد التدفق بالقناع[13]
- القناع (الأنف أو قناع الوجه الكامل، والوسائد الأنفية)[14][15]

## توفره
أصبح متوفراً في العديد من البلدان، ولكن عن طريق وصفة طبية فقط. دراسة النوم في مختبر النوم المعتمد تكون ضرورية عادة قبل بدء العلاج. وذلك لأن إعدادات الضغط على الجهاز يجب أن تكون مصممة لتلبية احتياجات المريض. لابد أن يكون الطبيب على دراية بطب الجهاز التنفسي، والطب النفسي، وطب الأعصاب، وطب الأطفال، وممارسة الأسرة وطب الأنف والأذن والحنجرة